# Fialka

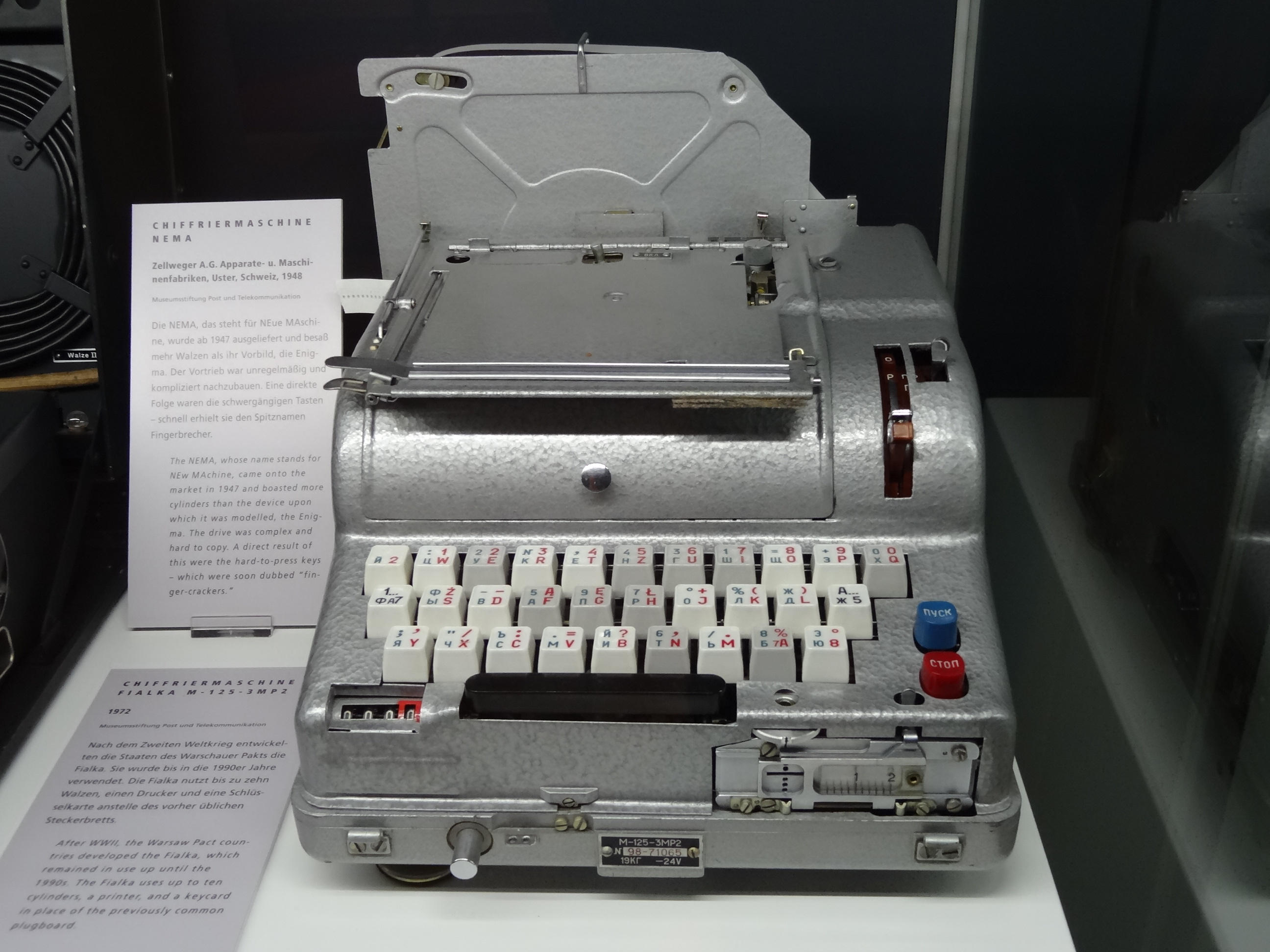
Fialka de 1972 exposée au Musée de la communication de Nuremberg

Fialka (du russe violet) est le nom d'une série de machines de chiffrement soviétique. Elles ont été utilisées principalement durant la Guerre froide pour échanger des messages au sein des pays membres du Pacte de Varsovie .

## Histoire
Les premiers modèles de Fialka ont été conçus dans les années 1930 (modèle M-100, suivi de la M-105). Le modèle M-125, le plus connu, a servi durant la Guerre froide et a connu deux modèles: M-125-MN et la plus complexe M-125-3MN . La M-125 semble avoir été utilisé jusqu'au début des années 1990 pour n'être officiellement révélée que vers 2005 .